# Eljaröds socken
Eljaröds socken i Skåne ingick i Albo härad och området ingår sedan 1971 i Tomelilla kommun och motsvarar från 2016 Eljaröds distrikt.
Socknens areal är 23,6 kvadratkilometer varav 23,5 land. År 2000 fanns här 198 invånare.  Kyrkbyn Eljaröd med sockenkyrkan Eljaröds kyrka ligger i socknen.

## Administrativ historik
Socknen har medeltida ursprung. 
Vid kommunreformen 1862 övergick socknens ansvar för de kyrkliga frågorna till Eljaröds församling och för de borgerliga frågorna bildades Eljaröds landskommun. Landskommunen uppgick 1952 i Brösarps landskommun som upplöstes 1969 då denna del uppgick i  Tomelilla köping som 1971 ombildades till Tomelilla kommun. Församlingen uppgick 2002 i Brösarp-Tranås församling.
1 januari 2016 inrättades distriktet Eljaröd, med samma omfattning som församlingen hade 1999/2000.  
Socknen har tillhört län, fögderier, tingslag och domsagor enligt vad som beskrivs i artikeln Albo härad. De indelta soldaterna tillhörde Södra skånska infanteriregementet, Albo kompani och Skånska dragonregementet, Cimbrishamns skvadron, Livkompaniet.

## Geografi
Eljaröds socken ligger nordväst om Simrishamn kring Verkaån och på Linderödsåsen. Socknen är en kuperad skogsbygd med odlingsbygd i söder.

## Fornlämningar
Från järnåldern finns en domarring.

## Namnet
Namnet skrevs 1304 Eliäryth och kommer från kyrkbyn. Efterleden innehåller ryd, 'röjning'. Förleden innehåller troligen älg..